# Robert Skov
Robert Faxe Skov (Silkeborg, 1996. május 20. –) dán válogatott labdarúgó, a német Hoffenheim csatárja.

## Pályafutása

### Klubcsapatokban
A Silkeborg IF csapatában nevelkedett, majd 2013. május 16-án mutatkozott be az első csapatban a Midtjylland ellen a 81. percben Jeppe Illum cseréjeként. 2014. október 19-én megszerezte az első gólját szintén a Midtjylland csapata ellen. 2018 januárjában a København csapatához igazolt. A dán klub 7,5 millió dán koronát utalt át. Február 10-én mutatkozott be a Randers elleni bajnoki mérkőzésen. Február 25-én a 61. percben az Odense BK ellen első gólját szerezte meg új klubjában. December 2-án mesterhármast szerzett az AC Horsens ellen. A 2018–19-es szezon gólkirálya lett, valamint az év játékosa. 1998-ban Ebbe Sand 28 góllal lett gólkirály, ezt egy találattal Skov megdöntötte. 2019 július végén a német TSG 1899 Hoffenheim szerződtette és 2024-ig írt alá.

### A válogatottban
Részt vett a válogatottal a 2016. évi nyári olimpiai játékokon és a 2019-es U21-es labdarúgó-Európa-bajnokságon. Bekerült a 2018-as labdarúgó-világbajnokságra készülő bő keretbe, de az utazó keret tagja már nem lett. 2019. július 10-én mutatkozott be a felnőttek között Grúzia elleni 2020-as labdarúgó-Európa-bajnokság selejtező mérkőzésén.

## Statisztika

### A válogatottban
| Válogatott | Év       | Pályára lépés | Gól |
| ---------- | -------- | ------------- | --- |
| Dánia      | 2019     | 4             | 3   |
| Dánia      | 2020     | 4             | 1   |
| Dánia      | 2021     | 2             | 1   |
| Dánia      | 2022     | 2             | 0   |
| Összesen   | Összesen | 12            | 5   |

#### Góljai a válogatottban
| # | Időpont             | Helyszín                            | Ellenfél  | Gólok | Eredmény | Kiírás                                     |
| - | ------------------- | ----------------------------------- | --------- | ----- | -------- | ------------------------------------------ |
| 1 | 2019. szeptember 5. | Victoria Stadion, Gibraltár         | Gibraltár | 1–0   | 6–0      | 2020-as EB-selejtező                       |
| 2 | 2019. november 15.  | Parken Stadion, Koppenhága, Dánia   | Gibraltár | 1–0   | 6–0      | 2020-as EB-selejtező                       |
| 3 | 2019. november 15.  | Parken Stadion, Koppenhága, Dánia   | Gibraltár | 4–0   | 6–0      | 2020-as EB-selejtező                       |
| 4 | 2020. október 11.   | Laugardalsvöllur, Reykjavík, Izland | Izland    | 3–0   | 3–0      | 2020–2021-es UEFA Nemzetek Ligája (A liga) |
| 5 | 2021. március 28.   | MCH Arena, Herning, Dánia           | Moldova   | 7–0   | 8–0      | 2022-es VB-selejtező                       |

## Sikerei, díjai

### Klub
- Silkeborg IF
  - Dán 1. Division: 2013–14
- København
  - Dán Superligaen: 2018–19

### Egyéni
- Dán Superligaen gólkirály: 2018–19

## Külső hivatkozások
- Robert Skov adatlapja a Transfermarkt oldalán (angolul)
- Robert Skov adatlapja a Soccerway oldalon (angolul)
- Robert Skov az Instagramon